# マレー・モンスター
マレー・モンスターとは、セサミストリートのキャラクター。

## キャラクターの詳細
とても精力的なモンスターで、2007年8月13日にシーズン38の第4135話「The Bookaneers」（日本未放送）でスクリーンデビュー。それと同時に「What's the Word on the Street?」の司会を担当。マレーには子羊のオベジータがいる。
しかし、マレーを担当していた俳優のジョーイ・マッツァリーノが降板したため、番組には登場していない。
このキャラクターは、Alam Simsimのフィルフィルをモデルにしている。ジョーイは、マレーを「フラグルロック」に登場するマットおじさんみたいな感じで演じていると話している。

## 声優
- 真殿光昭（USJ版）
- 田中英樹[2]（U-NEXT版）

オベジータについては、おまたかなが担当している。